# Dexametasona
La dexametasona es un potente glucocorticoide sintético con acciones que se asemejan a las de las hormonas esteroides. Actúa como antiinflamatorio e inmunosupresor. Su potencia de 20-30 veces la de la hidrocortisona y 4-5 veces mayor que la prednisona .

## Uso terapéutico
La dexametasona se usa para tratar muchas inflamaciones 
y enfermedades autoinmunes . También se le suministra a los pacientes de cáncer que están sometidos a quimioterapia para contrarrestar ciertos efectos secundarios de su tratamiento antitumoral. La Dexametasona puede aumentar los efectos antieméticos de los antagonistas del receptor de la 5-HT3 como el ondansetrón. También se suministra en pequeñas cantidades (normalmente 5-6 tabletas) antes y después de algunas formas de cirugía dental, como la extracción de la muela del juicio, una operación que a menudo deja al paciente con inflamación de las mejillas. En los tumores cerebrales (primarios o metastáticos), la dexametasona se usa para contrarrestar el desarrollo de edema que puede en algún momento comprimir otras estructuras cerebrales. La Dexametasona también se administra en las compresiones de la médula espinal, especialmente como tratamiento de urgencia en pacientes sometidos a cuidados paliativos.
La dexametasona también se usa en ciertas hemopatías malignas, especialmente en el tratamiento del mieloma múltiple en el que la dexametasona se administra solo o acompañada de talidomida (tal-dex), Lenalidomida o en combinación con adriamicina y vincristina (VAD). Se inyecta en el talón en el tratamiento de la fascitis plantar, algunas veces conjuntamente con la acetonida de triamcinolona.
Se utiliza para contrarrestar el shock alérgico si se administra en altas dosis. Está presente en gotas para los ojos y como spray nasal (nombre comercial Dexacortil).
La dexametasona se puede usar en el contexto de la hiperplasia adrenal congénita para evitar la virilización de un feto femenino. Si uno o ambos progenitores son portadores de mutaciones del gen CYP21A, la madre podría comenzar un tratamiento con dexametasona con 7 semanas de gestación. En la 12.ª semana, se toma una muestra de vellosidades coriónicas que determinarán si el feto es varón (en cuyo caso se detiene el tratamiento) o mujer. Los siguientes análisis de ADN pueden revelar si el feto femenino es portador de la mutación, en cuyo caso se debe continuar el tratamiento hasta el momento del nacimiento. Los efectos secundarios para la madre pueden ser graves y el impacto a largo plazo sobre el hijo no está claro.
La dexametasona también se administra a mujeres con riesgo de parto prematuro para estimular la maduración pulmonar del feto. Esto ha sido asociado con un bajo peso en el momento del nacimiento, aunque no con una elevación de la tasa de mortalidad neonatal.
La dexametasona se usa en el tratamiento del edema cerebral de altura, así como de edema pulmonar. Suele llevarse en el botiquín de las expediciones de ascenso a montañas para ayudar a los montañistas a combatir el mal de altura. Se inyecta en forma de ampollas e intramuscularmente.

### COVID-19
La dexametasona se recomienda desde el Servicio Nacional de Salud del Reino Unido y los Institutos Nacionales de Salud (NIH) en los EE. UU. para pacientes con COVID-19 que necesitan ventilación mecánica u oxígeno suplementario (sin ventilación).  Por lo demás, no se recomienda la dexametasona. 

Se ha encontrado que la dexametasona,  mejora la supervivencia en pacientes hospitalizados que requieren oxígeno suplementario, con el mayor efecto observado en pacientes que requieren ventilación mecánica. Por lo tanto, se recomienda encarecidamente el uso de dexametasona en este entorno.

El panel de directrices de la Infectious Diseases Society of America (IDSA) sugiere el uso de glucocorticoides para pacientes con COVID-19 grave, definido como pacientes con SpO 2 ≤94% en aire ambiente, y aquellos que requieren oxígeno suplementario, ventilación mecánica o membrana extracorpórea. oxigenación (ECMO).  La IDSA recomienda no usar glucocorticoides para aquellos con COVID-19 sin hipoxemia que requieran oxígeno suplementario. 
La Organización Mundial de la Salud (OMS) recomienda corticosteroides sistémicos en lugar de corticosteroides no sistémicos para el tratamiento de personas con COVID-19 grave y crítico (recomendación fuerte, basada en evidencia de certeza moderada).  La OMS sugiere no usar corticosteroides en el tratamiento de personas con COVID-19 no grave (recomendación condicional, basada en evidencia de certeza baja).
Un metanálisis de siete ensayos clínicos de pacientes con COVID-19 en estado crítico, cada uno tratado con uno de tres corticosteroides diferentes, encontró una reducción estadísticamente significativa en la muerte.  La mayor reducción se obtuvo con dexametasona (36% en comparación con placebo)

En este metanálisis prospectivo de 7 ensayos aleatorizados que incluyeron 1703 pacientes de los cuales 647 murieron, la mortalidad por todas las causas a 28 días fue menor entre los pacientes que recibieron corticosteroides en comparación con los que recibieron la atención habitual o placebo (razón de probabilidades resumida, 0,66)

.
En septiembre de 2020, la Agencia Europea de Medicamentos (EMA) avaló el uso de dexametasona en adultos y adolescentes (a partir de los doce años y con un peso mínimo de 40 kg) que requieran oxigenoterapia suplementaria.  La dexametasona puede tomarse por vía oral o administrarse en forma de inyección o infusión (goteo) en una vena.

La EMA ha concluido que existe suficiente evidencia para considerar dexametasona como una opción terapéutica para tratar la Covid-19 en adultos y adolescentes mayores de 12 años con neumonía que requiere oxígeno, desde los que requieren suplemento de oxígeno, hasta los que requieren ventilación mecánica.

## Uso para el diagnóstico
La dexametasona también se usa para el diagnóstico, en concreto, por su propiedad para suprimir el Eje hipotalámico-hipofisario-adrenal. Los pacientes que presentan signos clínicos de exceso de glucocorticoides (síndrome de Cushing) se diagnostican mediante la recogida durante 24 horas para detectar cortisol o mediante una prueba de la supresión de la dexametasona. En este último se comprueba la respuesta del organismo a altas dosis de glucocorticoides. Se realiza de varias formas. En la más común, un paciente toma una dosis durante la noche de 1 o 4 mg de dexametasona, y se miden los niveles séricos de cortisol por la mañana. Si los niveles son relativamente altos (más de 5 µg/dl or150 nmol/l), el test es positivo y el paciente tiene una fuente autónoma de cortisol o ACTH, indicando un síndrome de Cushing en el que el tumor que lo causa no está regulado por un mecanismo de retroalimentación. Si los niveles de ACTH bajan al menos un 50%, esto indicaría una Enfermedad de Cushing, puesto que el adenoma de hipófisis tiene un mecanismo de retroalimentación que se ha reprogramado a un nivel más alto de cortisol. Las versiones de mayor duración efectúan recogidas de orina tras administración oral de dexametasona tras varios días.

## Uso veterinario
Combinado con marbofloxacina y clotrimazol, la dexametasona está disponible con el nombre de Aurizon, número CAS 115550-35-1, y se usa para tratar infecciones de oído persistentes, especialmente en los perros.
La dexametasona también se encuentra en colirios para uso veterinario (perros), para el tratamiento de inflamación en los ojos.

## Contraindicaciones
Algunas de estas contraindicaciones están relacionadas con:
- La presencia de úlcera gastrointestinal.
- Síndrome de Cushing
- Formas graves de insuficiencia cardíaca
- Hipertensión severa
- Diabetes mellitus descompensada
- Tuberculosis sistémica
- Infecciones virales, bacterianas o fúngicas graves
- Glaucoma preexistente
- Osteoporosis
- Mifepristona

## Efectos secundarios
Si se administra oralmente la dexametasona o por inyección (parenteral) durante un periodo mayor que algunos días, se dan los efectos secundarios típicos de los glucocorticoides sistémicos, como:
- Malestar de estómago, aumento de la sensibilidad a los ácidos estomacales, que puede provocar una úlcera de esófago, estómago o duodeno.
- Aumento del apetito que conduce a una ganancia de peso significativa.
- A veces se pone de manifiesto una diabetes mellitus latente. Se empeora la intolerancia a la glucosa en pacientes con diabetes preexistente.
- Acción inmunosupresora, en particular si se administra conjuntamente con inmunosupresores como la ciclosporina. Podría hacer progresar las infecciones hasta poner la vida en peligro. Además, suprime la fiebre como señal de aviso.
- Trastornos psiquiátricos, que incluye cambios en la personalidad, irritabilidad, euforia y manía.
- Osteoporosis en el tratamiento a largo plazo, fracturas patológicas (p.ej. de cadera)
- Atrofia muscular, balance de proteínas negativo (catabolismo)
- Enzimas hepáticas elevadas, degeneración grasa del hígado (normalmente reversible)
- Cushingoide (síndrome que mimetiza un córtex adrenal hiperreactivo que cursa con adiposidad, hipertensión, desmineralización ósea, etc.)
- Se observa normalmente depresión de adrenales si se administra más de 1,5 mg diarios entre tres semanas y un mes.
- Hipertensión, retención de sodio y fluidos, edema, empeoramiento de la insuficiencia cardiaca (debida a la actividad de los mineralocorticoides)
- Dependencia con síndrome de abstinencia.
- Aumento de la presión intraocular, ciertos tipos de glaucoma y cataratas.
- Dermatológicas: acné, dermatitis alérgica, sequedad de la piel, petequias y hematomas, eritema, anormalidades en la cicatrización, aumento de la sudoración, rash, estrías, supresión de la reacción a pruebas cutáneas, fragilidad cutánea, adelgazamiento del vello capilar, urticaria.
- Reacciones alérgicas (infrecuentes): anafilaxis, reacciones anafilactoides y angioedema (Altamente improbable, puesto que la dexamentasona se administra precisamente para evitar reacciones anafilácticas.)
- Hinchazón en la parte baja de las axilas,glúteos y piernas y manos

- El efecto de la gravedad hace que la hinchazón sea más notoria en la parte baja o parte lumbar cerca del nervio ciático.

Se han observado otros efectos secundarios y serían preocupantes si tuvieran un impacto mayor que moderado. Los tratamientos de corto plazo contra las reacciones alérgicas, shock y para diagnósticos no suelen provocar efectos secundarios serios.

## Interacciones
- Antiinflamatorios no esteroideos y alcohol: aumento del riesgo de úlcera
- Mineralocorticoides: aumento del riesgo de hipertensión, edema y afecciones cardiacas.
- Antidiabéticos orales e insulina: se debe ajustar la terapia antidiabética
- Otras interacciones: con ciertos antibióticos, estrógenos, efedrina y digoxina.

## Dosificación
- Shock: de 4 a 8 mg por vía intravenosa al inicio, repitiendo si es necesario hasta una dosis de 24 mg
- Enfermedades autoinmunes e inflamaciones: terapia a largo plazo con 0.5 a 1,5 mg por vía oral al día. Evitar dosis mayores de 1,5 mg puesto que los efectos secundarios se encuentran con mayor frecuencia a dosis elevadas.
- Adyuvante o parte de la quimioterapia: individualizado.
- Para uso diagnóstico: dosificación especial según caso.

## Uso como dopante en competición
En 2005 la esquiadora de fondo polaca Justyna Kowalczyk fue descalificada de la competición intercontinental OPA sub-23 en Alemania y condenada a una suspensión por dos años debido a infracciones por dopaje con dexametasona. Finalmente se redujo a un año en 2005 y posteriormente se retiró la sanción en el tribunal arbitral deportivo en diciembre de 2005. Posteriormente ganó una medalla de bronce en los 30 km femeninos de estilo libre en las Olimpiadas de invierno de 2006 en Turín.

## Investigación

### COVID-19
En junio de 2020, el ensayo RECUPERACIÓN anunció resultados preliminares que indican que la dexametasona mejora las tasas de supervivencia de pacientes hospitalizados con COVID-19 que reciben oxígeno o con un ventilador, aunque solo se observaron beneficios en pacientes que requieren asistencia respiratoria. Varios expertos han pedido que el conjunto de datos completo se publique rápidamente para permitir un análisis más amplio de los resultados. La Organización Mundial de la Salud (OMS) afirma que la dexametasona debe reservarse para pacientes gravemente enfermos y críticos que reciben tratamiento por COVID-19 en un hospital.